# Емілі Мід
Емілі Мід (англ. Emily Meade; нар. 10 січня 1989, Нью-Йорк, США) — американська акторка та співачка.

## Життєпис
Народилася та виросла в США. Навчалася у Вищій школі музики та мистецтв і театрального мистецтва Ла-Гвардія.
Одружена зі своїм шкільним другом Патріком Вілсоном.

## Кар'єра
Почала кар'єру в шоу-індустрії у юному віці: у 7 років перемогла в італійському пісенному конкурсі за найкраще виконання пісні не італійською мовою.
Кіно-дебют — фільм 2006 року «Будинок палає». Потім були епізодичні ролі у фільмах та серіалах.
Знана ролями у фільмах: «Нічний продавець», «Ця незручна мить», «Грошова пастка», «Нерв».

## Фільмографія

### Фільми
| Рік  | Назва                             | Оригінальна назва                        | Роль                 | Примітки  |
| ---- | --------------------------------- | ---------------------------------------- | -------------------- | --------- |
| 2006 | «Будинок палає»                   | The House Is Burning                     | Енн                  |           |
| 2008 | «Убивство шкільного президента»   | Assassination of a High School President | Тіффані Ешвуд        |           |
| 2009 | «Назад»                           | Back                                     | Шеннон Майлз         | телефільм |
| 2010 | «Дванадцять»                      | Twelve                                   | Джессіка Брейсон     |           |
| 2010 | «Палаючі пальми»                  | Burning Palms                            | Хлоя Маркс           |           |
| 2010 | «Нічний продавець»                | My Soul to Take                          | Лія «Фенг» Геллерман |           |
| 2011 | «Красномовний»                    | Silver Tongues                           | Рейчел               |           |
| 2011 | «Що приховує брехня»              | Trespass                                 | Кендра               |           |
| 2011 | «Бідна багата дівчинка»           | Young Adult                              | офіціантка           |           |
| 2012 |                                   | Sleepwalk with Me                        | Саманта              |           |
| 2012 | «Пригоди в Сін Бін»               | Adventures in the Sin Bin                | Сьюзі                |           |
| 2012 | «Дякую за обмін»                  | Thanks for Sharing                       | Бекі                 |           |
| 2013 | «Пташка щастя»                    | Bluebird                                 | Пола                 |           |
| 2013 | «Подаруй мені притулок»           | Gimme Shelter                            | Кассандра            |           |
| 2014 | «Ця незручна мить»                | That Awkward Moment                      | Крісті               |           |
| 2014 | «Габріель»                        | Gabriel                                  | Еліс                 |           |
| 2015 | «Я, він, вона»                    | Me Him Her                               | Геббі                |           |
| 2015 | «Чарлі, Тревор і дівчина Саванна» | Charlie, Trevor and a Girl Savannah      | Саванна              |           |
| 2016 | «Грошова пастка»                  | Money Monster                            | Моллі                |           |
| 2016 | «В обіймах смерті»                | Mother, May I Sleep with Danger?         | Перл                 | телефільм |
| 2016 | «Нерв»                            | Nerve                                    | Сідні                |           |
| 2018 | «Випробування вогнем»             | Trial by Fire                            | Стейсі               |           |

### Серіали
| Рік  | Назва                                 | Оригінальна назва                 | Роль                     | Примітки     |
| ---- | ------------------------------------- | --------------------------------- | ------------------------ | ------------ |
| 2008 | «Закон і порядок: Спеціальний корпус» | Law & Order: Special Victims Unit | Анна                     | 1 епізод     |
| 2010 | «Закон і порядок»                     | Law & Order                       | Бонні Джонс/Аманда Еванс | 1 епізод     |
| 2010 | «Підпільна імперія»                   | Boardwalk Empire                  | Пьорл                    | 2 епізоди    |
| 2011 | «Закон і порядок: Спеціальний корпус» | Law & Order: Special Victims Unit | Карінн Стеффорд          | 1 епізод     |
| 2011 | «Межа»                                | Fringe                            | Елла Данген              | 1 епізод     |
| 2013 | «Кавалерист»                          | Trooper                           | Елоїз                    | 1 епізод     |
| 2014 | «Залишені»                            | The Leftovers                     | Еймі                     | головна роль |
| 2016 | «Брод Сіті»                           | Broad City                        | Максенн                  | 1 епізод     |
| 2017 | «Двійка»                              | The Deuce                         | Лорі                     | головна роль |